# Анциферов, Николай Захарович
Никола́й Заха́рович Анци́феров (12 декабря 1911, Кожино, Царевококшайский уезд, Казанская губерния — 3 ноября 1980, Йошкар-Ола, Марийская АССР) — советский поэт, журналист, хозяйственно-партийный работник, член Союза журналистов СССР. Участник Недели марийской поэзии в Москве (1956). Член ВКП(б) с 1940 года.

## Биография
Родился в д. Кожино (ныне — г. Йошкар-Ола). Начал трудовую деятельность в организациях «Сельхозснаб» и «Заготлён», где проработал в течение 15 лет. Затем работал в Марийском обкоме КПСС заведующим отделом сельского хозяйства[./Анциферов,_Николай_Захарович#cite_note-_8acc014055000ca5-2 [2]].
Затем заведовал отделом сельского хозяйства в газете «Марийская правда». Сотрудник объединённой редакции газет «Марийская правда» и «Марий коммуна», редакции сатирического журнала «Пачемыш» («Оса»). В редакции журнала «Пачемыш» проработал вплоть до выхода на пенсию.
Погиб 3 ноября 1980 года под колёсами троллейбуса в Йошкар-Оле. Похоронен на Туруновском кладбище.

## Литературная и журналистская деятельность
Член Союза журналистов СССР.
За время работы в редакции газеты «Марийская правда» выпустил несколько книг о сельском хозяйстве Марийской республики: «Передовики полеводства» (1951), «Дела и люди колхоза «Рассвет» (Советский район») (1966) и др.
Известен как поэт-баснописец, этим жанром увлёкся во время работы в редакции газеты «Марийская правда». В 1954 году выпустил в свет первый сборник басен «Енот-согласователь», которую критики оценили как «свежее явление в литературной жизни Марийской республики». В 1955 году вышло в свет второе, дополненное издание сборника тиражом в 30 тысяч экземпляров.
В августе 1956 года принимал участие в Неделе марийской поэзии в Москве: читал свои стихотворные произведения в Центральном Доме Советской Армии, в ЦПКИО им. М. Горького и парке «Сокольники». Несколько его басен было опубликовано в сборнике стихов «Марийские поэты», а басню «Всезнающий Петух» ещё в конце 1953 года напечатала «Литературная газета». В том же году вышло 3-е издание первого сборника басен Н. Анциферова тиражом в 40 тысяч экземпляров. В конце 1950-х годов отошёл от сатирической поэзии, полностью посвятив себя журналистской работе.
За успехи в области печати дважды награждён орденом «Знак Почёта» (1946, 1951), Почётными грамотами Президиума Верховного Совета Марийской АССР (1946, 1951).

## Награды
- Орден «Знак Почёта» (1946, 1951)[2][3]
- Медаль «За доблестный труд в Великой Отечественной войне 1941—1945 гг.»[3]
- Медаль «За доблестный труд. В ознаменование 100-летия со дня рождения Владимира Ильича Ленина»
- Почётная грамота Президиума Верховного Совета Марийской АССР (1946, 1951)[2][3]